# Penude
Penude é uma povoação portuguesa sede da Freguesia de Penude do Município de Lamego, freguesia com 12,82 km² de área e 1406 habitantes (censo de 2021), tendo, por isso, uma densidade populacional de 109,7 hab./km²

## História
Penude é freguesia antiga. S. Pedro de Penude foi do padroado real e, mais tarde, do Marquês de Marialva. D. Sancho I deu o direito de apresentação ao arcediago e seus parentes.
No século XVI, Penude era simples termo de Lamego. Distinguiam-se então a aldeia de Penude e a aldeia de S. Pedro, a aldeia de Cucares e a quintã de Quintela, no tempo em que existia o concelho de Magueija, que, além do lugar do mesmo nome, contava, entre outros, as Quintãs de Bairral e de Matancinha e o lugar de Matança.
O abade de Penude, em 1949, respondendo ao "Inquérito" diocesano, anotava os seguintes lugares na freguesia: "Matancinha, Outeiro e Bairral, Sucres, Purgaçal e outros, Quintela, Ordem, Penude de Baixo e outros".

## Localização
Penude estende-se ao longo do Rio Balsemão, que nasce em Rossão, na Serra de Montemuro e deságua na margem esquerda do Rio Varosa, por uma extensão de 12 quilómetros, distando 5 quilómetros da sede do município, tantos quantos os que dista do Rio Douro, a Norte. As povoações com maior densidade populacional da Freguesia são: Bairral, Estremadouro, Grandal, Matancinha, Ordens, Outeiro, Penude de Baixo, Purgaçal, Quintã, Quintaes de Baixo, Quintela, Sucres e Telhado. É limitada, a nordeste, pela Freguesia de Almacave, a norte, pela Freguesia de Avões, a este, pela Freguesia de Vila Nova de Souto d'El Rei (Arneirós), a sudoeste, pela Freguesia de Magueija, todas do Município de Lamego, e, a oeste, pelas Freguesias de São Martinho de Mouros e Paus, do Município de Resende.
Apresentando um formato longitudinal, que ocorre no sentido nordeste/sudoeste, facto que é imposto pelos dois grandes limites naturais da freguesia: por um lado a Serra das Meadas, a Oeste, por outro o Rio Balsemão, a Este. Curioso é também o facto de todos os maiores núcleos populacionais se encontrarem na margem esquerda do Balsemão, a meia-encosta, sempre a uma cota superior à da EN2, que atravessa a Freguesia, à excepção de Quintela, que se encontra na margem direita.

## Demografia
A população registada nos censos foi:
| Distribuição da População por Grupos Etários | Distribuição da População por Grupos Etários | Distribuição da População por Grupos Etários | Distribuição da População por Grupos Etários | Distribuição da População por Grupos Etários |
| -------------------------------------------- | -------------------------------------------- | -------------------------------------------- | -------------------------------------------- | -------------------------------------------- |
| Ano                                          | 0-14 Anos                                    | 15-24 Anos                                   | 25-64 Anos                                   | > 65 Anos                                    |
| 2001                                         | 324                                          | 302                                          | 873                                          | 308                                          |
| 2011                                         | 245                                          | 223                                          | 904                                          | 294                                          |
| 2021                                         | 123                                          | 171                                          | 737                                          | 375                                          |

## Património
- I greja Paroquial de S. Pedro de Penude
- Capela de Nossa Senhora do Rosário (Outeiro)
- Capela da Exaltação da Santa Cruz (Matancinha)
- Capela de de São Silvestre (Quintela)
- Capela da Senhora dos Mártires (Quintãs)
- Cruzeiro da Matancinha
- Capela do Senhor Da Ponte (Penude de Baixo)

## Autarquia

### Eleições Autárquicas de 2009 - Votação por Partido na Freguesia[7]
- Inscritos: 1609 eleitores
- Votantes: 970 - 60,29%
- PS:  497 votos: 51,24% - Mandatos - 5
- PPD/PSD.CDS/PP: 405 votos - 41,75% - Mandatos - 4
- PCP-PEV: 20 votos - 2,16% - Mandatos - 0
- Votos em branco: 21 - 2,06%
- Votos nulos: 33 - 3,40%

## Paróquia
Pároco: Adriano Monteiro Cardoso - Pároco de Penude e Arcipreste de Lamego. Nascido a 2 de janeiro de 1946 e ordenado a 8 de dezembro de 1972.[carece de fontes?]

## Atividades económicas
Comércio; Agricultura destacando-se a batata e a castanha; Construção civil; Carpintaria; Padarias; Oficinas de automóveis; Transformação de granitos.

## Festas e Romarias
- São Pedro (28 e 29 de junho)
- Nossa Senhora do Rosário — Outeiro (15 de agosto)
- Mártir São Sebastião (20 de Janeiro)
- São Silvestre — Quintela (31 de dezembro)
- Senhor da Ponte, no 1º Fim de semana de Agosto

## Gastronomia
Borrego ou cabrito assado no forno (com batatas e arroz), fumeiro (presunto, salpicão, chouriço, moura) sarrabulhada, bolo podre,  requeijas de Penude ("cornos" de Penude).

### Receitas

#### Sopas
- Caldo de Castanhas

Ingredientes: água, castanhas picadas, sal.
Preparação: demolham-se as castanhas. No dia seguinte lavam-se e cozem-se em água temperada com sal. Deixam-se cozer devidamente.
- Caldo de Farinha

Ingredientes: água, nabiças, farinha, azeite, alho e sal.
Preparação: cozem-se as nabiças em bastante água temperada com sal, juntando um nabo. Quando estiverem cozidas, adiciona-se-lhes a farinha, um fio de azeite e alho. Deixa-se ferver e serve-se.
- Sopa de Cebola

Ingredientes: batatas, água,  arroz, cebola, azeite e sal.
Preparação: cozem-se as batatas em água temperada com sal. Depois de cozidas esmagam-se, acrescentando um pouco de água e um fio de azeite. Quando ferver, junta-se a cebola cortada às rodelas finas e o arroz. Deixa-se ferver e serve-se.

#### Pratos de Carne
- Sarrabulho

Ingredientes: fígado, carne de porco, banha e batatas.
Preparação: cortam-se as carnes aos bocados, assim como o sangue. Fritam-se em banha de porco e servem-se com batatas cozidas.
Nota: Este prato característico das matanças do porco.
- Torresmos

Ingredientes: Carne de porco, vinho branco, vinagre, limão, batatas, sal e pimenta.
Preparação: corta-se a carne de porco em pedaços médios que se deitam num pote. Regam-se com vinho branco, vinagre e limão. Temperam-se com sal e pimenta. Deixam-se cozinhar.
Acompanham-se com batatas cozidas e salada de alface.
- Milhos

Ingredientes: milho traçado, fumeiro caseiro, toucinho entremeado, costelas de porco, couve troncha, cebola, azeite e sal.
Preparação: faz-se um refogado com a cebola, o azeite e a carne partida aos bocados. Adiciona-se água suficiente e quando ferver, juntam-se os milhos. Quando estiverem quase cozidos, acrescenta-se a couve.

#### Pratos de Peixe
- Batatas Esmagadas

Ingredientes: Batatas, água, 1 cebola, pão, 2 postas de bacalhau e sal.
Preparação: cozem-se as batatas em água temperada com sal. Depois de cozidas, escoa-se a água e esmagam-se. Acrescenta-se o pão partido aos bocados.
À parte, faz-se um refogado com a cebola, o bacalhau partido em bocados grandes e quando alourar a cebola, mistura-se tudo, deixando levantar fervura.
Nota: Este prato é característico das sementeiras.
- Trutas com Presunto

Ingredientes: Trutas, fatias de presunto, óleo ou azeite, alho picado, salsa, louro, sal e vinagre.
Preparação: Lavam-se e amanham-se as trutas, deixando-se algum tempo em repouso, temperadas com sal. Fritam-se numa mistura de óleo e azeite à medida que vão ficando prontas, vão-se colocando às camadas numa travessa, separadas com fatias de presunto, alho picado, salsa e louro.
Ao molho que ficou na frigideira, adiciona-se o vinagre e com este molho regam-se as trutas.
- Joaquinzinhos Fritos

Ingredientes: Carapauzinhos frescos, óleo, leite, farinha, limão, e sal.
Preparação: Depois de lavados e amanhados os peixes demolham-se em leite, retiram-se e escorrem-se passando-os por farinha.
Fritam-se até ficarem dourados e a crepitar. Escorrem-se do óleo e servem-se com rodelas de limão.

#### Bôlas
- Bôla de Carne (com ovos e leite)

Ingredientes: 0,5 kg de farinha, 3 ovos, 50 g fermento de padeiro, 0, 5 dl de leite, azeite fervente - metade da quantidade de leite.
Preparação: Faz-se uma cova no meio da farinha onde se verte o azeite, mexendo-se com o garfo. Mistura-se o leite morno e os ovos e amassa-se bem, despegando-se a massa das bordas do alguidar, com farinha.
Deixa-se levedar durante 2 horas. Espalha-se metade da massa num tabuleiro untado com manteiga. Colocam-se pedaços de carne e tapa-se com a outra metade da massa, virando-se as dobras. Vai ao forno a cozer.
- Bôla de Presunto

Ingredientes: 400 g de masssa de farinha de trigo, 100 g de banha de porco, 50 g de fermento, Sal adequado (a gosto).
Preparação: Misturar os ingredientes, atrás citados, juntar-lhes água, e amassar tudo. Estenda-se a massa de forma a constituir duas camadas distintas e separadas as quais levarão, no meio, o recheio do presunto.
A toda a volta da bôla, e com ajuda dos dedos, fazer uma dobra que funciona como fecho.
Nota: Antes da bôla entrar no forno, e com a ajuda de um garfo, deve picar-se a bôla, em vários sítios e pincelá-las com uma camada de banha de porco.
- Bôla de Sardinha

Ingredientes: 1 kg de massa de pão, 12 ovos, 2,5 dl de azeite, 12 sardinhas, 2 cebolas grandes, sal e farinha.
Preparação: Misturam-se os ovos, o sal e o azeite com a massa, ligando-se tudo muito bem de modo a formar uma mistura homogénea e fluída. De seguida, vai-se acrescentando farinha pouco a pouco, e amassa-se até a massa ficar enxuta. Divide-se a massa em duas partes, à mão, formando um rectângulo e unta-se o tabuleiro com azeite.
Numa frigideira com bastante azeite, loura-se a cebola cortada às rodelas; adicionam-se-lhes as sardinhas limpas e sem cabeças. Dispõem-se as sardinhas sobre a massa do tabuleiro; sobre elas espalham-se as rodelas de cebola e o azeite, tapam-se com a massa restante, dobrando-se sobre ela, as bordas da primeira camada de massa.Deixa-se repousar 2 horas e vai ao forno.

#### Sobremesas
- Aletria

Ingredientes: 125 g de aletria, 250 g de açúcar, 4 gemas de ovos, limão, canela em pau e em pó.
Preparação: Coze-se a aletria e escoa-se. Coloca-se o açúcar e um pouco de água ao lume com um pau de canela e casca de limão, até ficar em ponto de pérola. Adiciona-se aletria e deixa-se ferver. Depois de arrefecer, juntam-se-lhe as gemas batidas, levando-se de novo ao lume. Retira-se à primeira fervura, deita-se numa travessa e decora-se com canela em pó.
- Bolo Podre

Ingredientes: 1 kg de farinha, 0,5 Lt de azeite, 6 ovos, 25 g de fermento de padeiro, uma pitada de sal.
Preparação: Deita-se a farinha num alguidar e faz-se uma cova no meio. Acrescenta-se o fermento com o sal e um pouco de água quente. Mexe-se até o fermento se desfazer e em seguida juntam-se os restantes ingredientes amassando-se com as mãos até fazer bolhas (durante 20 minutos). Povilha-se com farinha e deixa-se levedar durante 2 horas. Estendem-se os pães e levam-se ao forno.

## Artesanato
Rendas e mantas de farrapo